# Cenophengus niger
Cenophengus niger är en skalbaggsart som beskrevs av Wittmer 1986. Cenophengus niger ingår i släktet Cenophengus och familjen Phengodidae. Inga underarter finns listade i Catalogue of Life.